# مدن الذهب السبع (أسطورة)

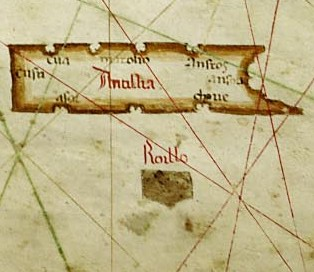
جزء من الخريطة القديمة التي رسمها ألبينو دي كانيبا، تظهر الجزر الوهمية أنتيليا ورويلو.

مدن الذهب السبع (بالإنجليزية: Seven Cities of Gold)‏، مدن أسطورية فيما يعرف الآن بالجنوب الغربي للولايات المتحدة الأمريكية. كان المستكشفون الأسبان في المكسيك يعتقدون أن هذه المدن غنية بالذهب والفضة والأحجار الكريمة. وخلال الثلاثينيات من القرن السادس عشر الميلادي كان الهنود في شمال المكسيك يروون قصصاً للمستكشفين الأسبان عن حضارة غنية في الشمال، وكان من نتيجة ذلك أن قاد القسيس الأسباني ماركوس دي نيزا رحلة استكشافية لاستكشاف الأرض من الشمال في عام 1539.
أرسل نيزا، مرشداً أسود، يُدعى إستيفانيكو في المقدمة؛ ليحصل على معلومات من الهنود، الذين أخبروه عن سبع مدن غنية في أرض أطلقوا عليها اسم سيبولا. ووصل إستيفانيكو إلى هاويكوه، أكبر قرية من ست قرى لقبيلة زوني، بالقرب مما يعرف الآن باسم غالوب في نيومكسيكو، بالولايات المتحدة الأمريكية، وقامت قبيلة الزوني بقتله خارج هاويكوه.
ادَّعى نيزا أنه رأى هاويكوه من بعيد، وأن المدينة بدت جميلة وغنية، وكان تقريره هذا سبباً في رحلة استكشافية أخرى برئاسة كورونادو فرنسيسكو عام 1540، لفتح هذه القرى وإعلان تبعيتها لإسبانيا. غزا كورونادو القرى الست، وأطلق عليها اسم سيبولا، ولكنه لم يجد أية ثروات، وعاد إلى المكسيك عام 1542.